# 乌克兰能源机械股份公司
乌克兰能源机械股份公司（烏克蘭語：Українські енергетичні машини，简称Турбоатом，拉丁化：Turboatom），在苏联时期称为哈尔科夫涡轮发电机厂，哈尔科夫涡轮机厂 。是乌克兰唯一一家生产涡轮机的战略企业。公司专业生产火电厂（TPP）、核电厂（NPP）和热电厂（TPP）用汽轮机、水力发电厂（HEP）用水轮机和蓄水电厂（HAPP）用可逆液压机、氢气发生器、氢气发电机发动机、灌溉渠水泵、驱动轧机的电动机、矿井提升机、铁路和城市运输的牵引电气设备、其他电力设备。也是世界十大涡轮机制造企业之一。

## 历史[2]
1920-1940
企业筹备于1929-1934年，企业正式成立日期是1934 年 1 月 21 日。

### 二战
二战爆发后，企业停止了涡轮机的生产。

### 20世纪90年代
1990年至1993年间，Turboatom为中国南京和营口在建的火力发电厂提供320兆瓦的涡轮机。
1998年，迫于美国克林顿政府压力退出了伊朗核电站计划。

### 21世纪
2021 年8月，Turboatom 和 Elektrovajmash 再次合并为一家企业——乌克兰能源机械公司.
2024年2月22日，庆祝企业成立90周年。
2024年4月18日，受到俄乌战争影响，将在利沃夫、外喀尔巴阡和切尔诺夫策地区设立分支机构。